# Djiboutis administrativa indelning
Djibouti är indelat i fem regioner och en stad. Vidare delas regionerna in i 11 distrikt.

## Regioner
| Region                           | Huvudstad                    | Yta (km²) | Invånare      | Karta |
| -------------------------------- | ---------------------------- | --------- | ------------- | ----- |
| Ali Sabieh (Region d'Ali Sabieh) | Ali Sabieh                   | 8600      |               |       |
| Arta (Region d'Arta)             | Arta                         | 5000      | -             |       |
| Dikhil (Region de Dikhil)        | Dikhil                       | 7800      | -             |       |
| Obock (Region d'Obock)           | Obock                        | 2700      | -             |       |
| Tadjourah (Region de Tadjourah)  | Tadjourah                    | 7300      | -             |       |
| Stad                             | Stad                         | Yta (km²) | Invånare      |       |
| Djibouti (Ville de Djibouti)     | Djibouti (Ville de Djibouti) | 600       | 900000 (2007) |       |

## Distrikt
| Distrikt     | Region              | Karta |
| ------------ | ------------------- | ----- |
| Alaili Dadda | Obock               |       |
| Ali Sabieh   | - Ali Sabieh - Arta |       |
| As Eyla      | Dikhil              |       |
| Balha        | Tadjourah           |       |
| Dikhil       | - Dikhil - Arta     |       |
| Djibouti     | - Djibouti - Arta   |       |
| Dorra        | Tadjourah           |       |
| Obock        | Obock               |       |
| Randa        | Tadjourah           |       |
| Tadjourah    | Tadjourah           |       |
| Yoboki       | - Dikhil - Arta     |       |